# Luigi Borsari (politico 1804-1887)
Luigi Borsari (Ferrara, 28 agosto 1804 – Ferrara, 19 aprile 1887) è stato un politico italiano.

## Biografia
Fu Deputato del Regno di Sardegna nel 1860, eletto nel Collegio di Argenta.
Conseguì la Laurea in Giurisprudenza all'Università di Bologna nel 1824, con il massimo dei voti. Fu avvocato dal 1828 al 1840 a Ferrara; dal 1845 fu nominato professore di varie materie giuridiche presso la Pontificia Università di Ferrara, ma l'incarico gli fu revocato qualche anno più tardi a causa delle sue posizioni critiche contro il governo pontificio in tema di riforme.
Successivamente fu consigliere di Corte d'appello a Bologna, Firenze, Genova, Torino.